# Агріппа Мутамбара
Агріппа Мутамбара (англ. Agrippa Mutambara) — зімбабвійський політик і тимчасовий голова партії Відродження народу Зімбабве (ZPF). Бригадний генерал. Надзвичайний і Повноважний Посол Зімбабве в Україні за сумісництвом (2000—2005).

## Життєпис
Він приєднався до визвольної боротьби Зімбабве у 1975 році і проходив навчання в Мозамбіку в рамках сил Африканської національної визвольної армії Зімбабве (ZANLA). Він обіймав різні посади, включаючи члена генерального штабу, інструктора з партизанської тактики, директора з політики в (ZANLA), командувача операціями та головного представника Африканського національного союзу Зімбабве (ZANU) в Ефіопії.
Після здобуття незалежності він був призначений на посаду полковника Зімбабвійської армії та призначений першим комендантом Зімбабвійського колективу. Він обіймав посаду заступника командира бригади в Масвінго та Булавайо до того, як служив надзвичайним і повноважним послом на Кубі (з багаторазовою акредитацією в Гаяні та Нікарагуа), РФ (з багаторазовою акредитацією в Україні, Білорусі, Казахстані та Польщі) та Мозамбіку (з акредитацією до Свазіленду) між 1993 та 2014 роками.
23 жовтня 2000 року вручив копії вірчих грамот заступнику міністра закордонних справ України Петрові Сардачуку. 
24 жовтня 2000 року вручив вірчі грамоти Президенту України Леоніду Кучмі.
В інтерв'ю він сказав, що покинув Африканський національний союз Зімбабве — Патріотичний фронт, добровільно через несправедливості, які він бачив навколо себе.